# ジョアン・ロマーニャ
ジョアン・セバスティアン・ロマーニャ・エスピティア（Jhohan Sebastián Romaña Espitia, 1998年9月13日 - ）は、コロンビア・アンティオキア県アパルタド出身のサッカー選手。アルゼンチン・プリメーラ・ディビシオン・CAサン・ロレンソ・デ・アルマグロ所属。ポジションはDF。

## クラブ経歴
2006年にインデペンディエンテ・メデジンのユースアカデミーに入所。2016年4月24日のリオネグロ・アギラス戦でプロデビュー。しかし、トップチーム定着には至らず、2019年に退団し、クラブ・グアラニーと契約。2020年シーズンに出場機会が増え、リーグ戦19試合に出場し、先発に定着した。
2020年12月22日、オースティンFCと契約したことが発表。2021年シーズン開幕戦の4月17日のロサンゼルスFC戦から先発で起用され、第2戦の24日のコロラド・ラピッズ戦では3-1で勝利し、クラブ史上初勝利をもたらした。2023シーズンはクルブ・オリンピアにレンタル移籍した。
2024年、CAサン・ロレンソ・デ・アルマグロに移籍した。